# Condado de Złotów
Condado de Złotów (polaco: powiat złotowski) é um powiat (condado) da Polónia, na voivodia de Grande Polónia. A sede do condado é a cidade de Złotów. Estende-se por uma área de 1660,91 km², com 68 522 habitantes, segundo os censos de 2005, com uma densidade 41,26 hab/km².

## Divisões admistrativas
O condado possui:
Comunas urbanas: Złotów
Comunas urbana-rurais: Jastrowie, Krajenka, Okonek
Comunas rurais: Lipka, Tarnówka, Zakrzewo, Złotów
Cidades: Złotów, Jastrowie, Krajenka, Okonek

## Demografia
População (dados de 30 de Junho de 2005):
|          | Total   | Total | Mulheres | Mulheres | Homens  | Homens |
| -------- | ------- | ----- | -------- | -------- | ------- | ------ |
|          | pessoas | %     | pessoas  | %        | pessoas | %      |
| Total    | 68 522  | 100   | 34 617   | 50,5     | 33 905  | 49,5   |
| Cidades  | 34 326  | 100   | 17 771   | 51,8     | 16 555  | 48,2   |
| Povoados | 34 196  | 100   | 16 846   | 49,3     | 17 350  | 50,7   |